# Астарім
Астарім (Аштарім, Аштар-рам) (д/н— бл. 880 до н. е.) — цар міста-держави Тір бл. 897—880 роках до н. е.

## Життєпис
Основні відомості про нього містяться в праці Йосифа Флавія «Проти Апіона». В свою чергу останній запозичив знання у Менандра Ефеського, що спирався на тірський архів.
За однією версією був сином годувальниці майбутнього царя Абдастарта. Через декілька років, коли той зійшов на трон, разом зі своїми братами влаштував змову, внаслідок чого Абдастарт загинув, а старший брат Астаріма — Метусастарт — захопив трон. Сам Астарім успадкував владу після смерті другого брата Астарта.
За іншою версією був родичем Абдастарта і належав до царського роду. Астарім був братом Астарта, який в свою чергу був сином Деластрата.
Про його панування замало відомостей. Втім ймовірно соціально-політична ситуація залишалася складною, незважаючи на спроби Астарім врегулювати ситуацію. На цей час доводиться чергова швиля фінікійської колонізації.
У 880 році до н. е. повалений братом Пелетом.